# Lonchodes huapingensis
Lonchodes huapingensis är en insektsart som först beskrevs av Wen-Xuan Bi och Tao Li 1991.  Lonchodes huapingensis ingår i släktet Lonchodes och familjen Phasmatidae. Inga underarter finns listade i Catalogue of Life.